# Dactyliophorae
Dactyliophorae is een onderorde van neteldieren uit de klasse van de Scyphozoa (schijfkwallen).

## Families
- Catostylidae Gegenbaur, 1857
- Lobonematidae Stiasny, 1921
- Lychnorhizidae Haeckel, 1880
- Rhizostomatidae Cuvier, 1799
- Stomolophidae Haeckel, 1880